# Pierre Marie Philippe Aristide Denfert-Rochereau

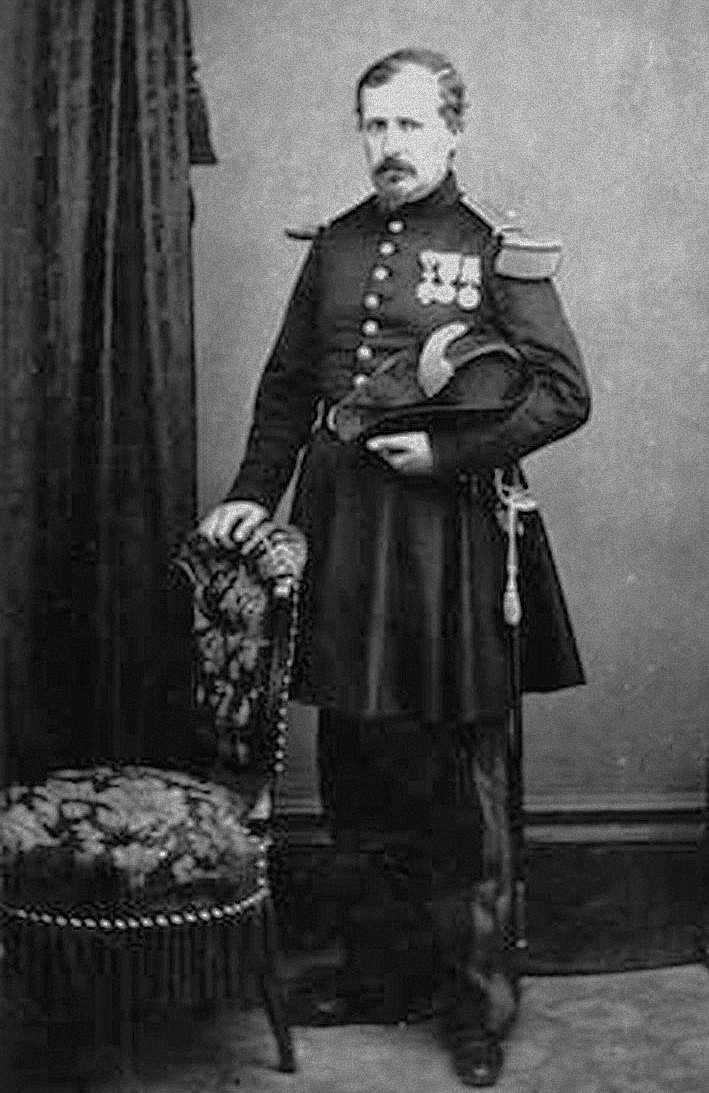
Pierre Marie Philippe Aristide Denfert-Rochereau

Pierre Marie Philippe Aristide Denfert-Rochereau (* 11. Januar 1823 in Saint-Maixent-l’École, Département Deux-Sèvres; † 11. Mai 1878 in Versailles) war ein französischer Oberst, der durch seine Rolle bei der Verteidigung von Belfort Berühmtheit erlangte.

## Leben

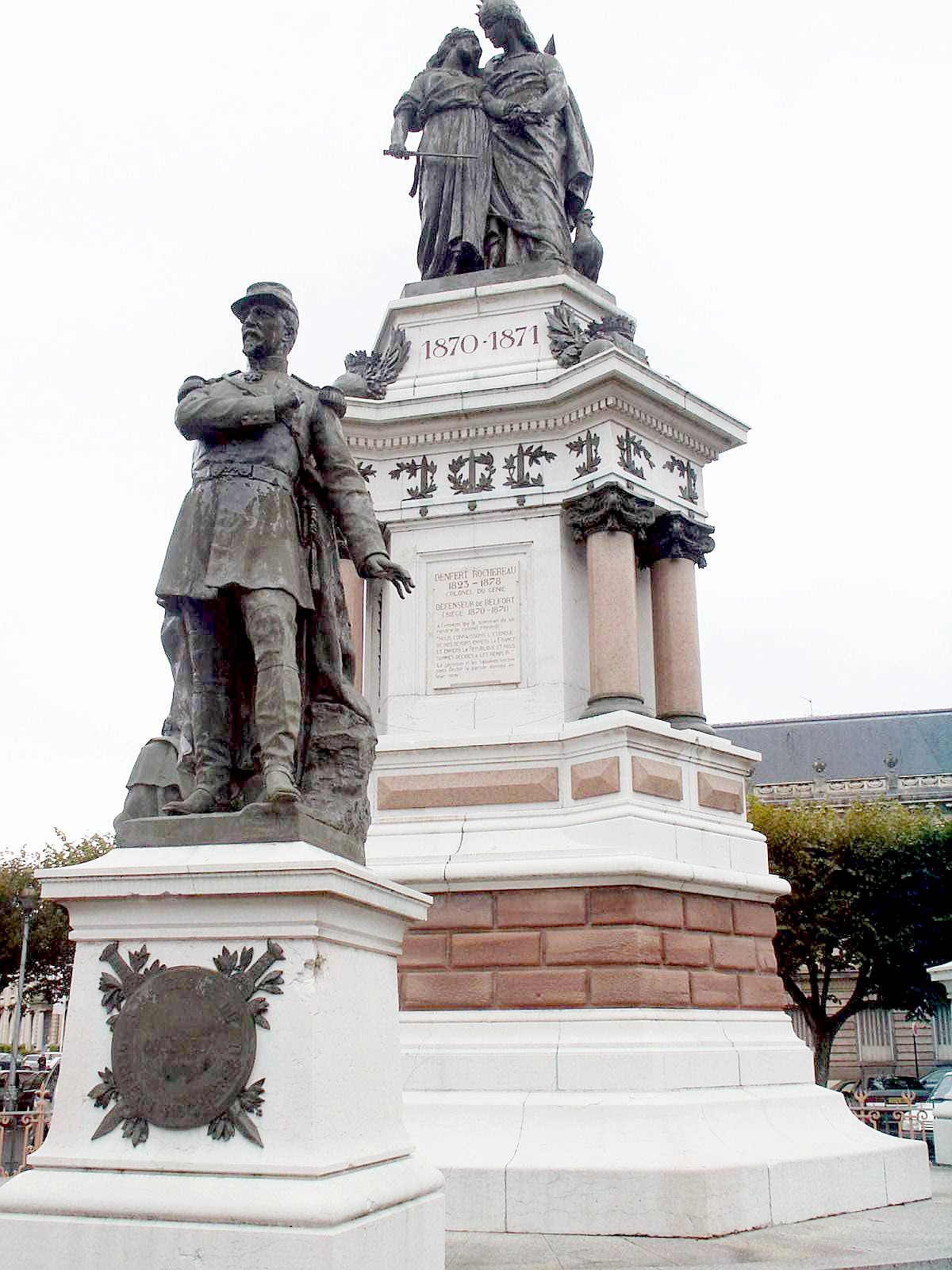
Statue des Oberst Denfert-Rochereau auf dem Place de la République in Belfort

Pierre Philippe Denfert-Rochereau entstammte einer adligen protestantischen Familie. Er besuchte die École polytechnique und die Applikationsschule (École d’application de l’artillerie et du génie) in Metz. Nach deren Abschluss trat er 1847 als Sous-lieutenant in das 2. Genieregiment ein.
Beim Ausbruch des Krimkrieges hatte Denfert-Rochereau bereits den Rang eines Capitaine erreicht. Er wurde vor Sewastopol beim ersten Sturm auf das Fort Malakow schwer verwundet. Nach seiner Genesung wirkte er als Lehrer in der Applikationsschule zu Metz. 1860 wurde er nach Algerien versetzt und dort 1863 zum Chef de bataillon befördert.
1864 wurde Denfert-Rochereau Kommandant der Festung Belfort. Er wurde zum Lieutenant-colonel und am 17. Oktober 1870 zum Colonel befördert. Während des Deutsch-Französischen Krieges verteidigte die Besatzung der Festung unter seinem Befehl Belfort gegen alle Angriffe der preußischen Belagerer. Daraufhin erreichte Denfert-Rochereau am 16. Februar 1871 eine ehrenvolle Kapitulation, als er die Festung auf Anweisung Jules Favres übergeben musste. Dass die Festung 103 Tage lang so zäh behauptet worden war, trug dazu bei, dass Belfort – obwohl die Stadt damals zum Département Haut-Rhin (Oberelsass) gehörte und historisch ein Teil des Sundgaus war – nicht in das neu gebildete Reichsland Elsaß-Lothringen eingegliedert wurde, sondern als Territoire de Belfort bei Frankreich verblieb.
Nach dem Friedensschluss nahm Denfert-Rochereau den Abschied, obwohl er die vorgeschriebene Altersgrenze noch nicht erreicht hatte. Am 8. Februar 1871 wurde er in die Nationalversammlung gewählt, legte aber sein Mandat nieder, als die Versammlung den Friedenspräliminarien zustimmte. Am 2. Juli 1871 wurde er erneut gewählt und auch bei den Neuwahlen im Oktober 1877 erhielt er wieder ein Mandat zur Deputiertenkammer, wo er sich der Union républicaine anschloss.
Pierre Marie Aristide Denfert-Rochereau starb am 11. Mai 1878 in Versailles.

## Ehrungen
Ihm zu Ehren wurde dem Fort Bellevue in Belfort sein Name beigelegt. Am 21. September 1879 weihte man in Montbéliard und am 16. Mai 1880 in St. Maixent jeweils ein Standbild von Denfert-Rochereau ein. In Paris trägt ein Platz seinen Namen, die Place Denfert-Rochereau.

## Nachwirken
Der Tenor Tabu Ley Rochereau nannte sich mit seinem Künstlernamen nach Denfert-Rochereau.

## Schriften
- Des droits politiques des militaires. Paris 1874